# 国立病院機構岡山医療センター
独立行政法人国立病院機構岡山医療センター（どくりつぎょうせいほうじんこくりつびょういんきこうおかやまいりょうセンター）は、岡山県岡山市北区の津高地域地区にある医療機関。独立行政法人国立病院機構が運営する病院である。政策医療分野における循環器病、成育医療の基幹医療施設、がん、免疫異常、腎疾患、内分泌・代謝性疾患、感覚器疾患、骨・運動器疾患、血液疾患、肝疾患の専門医療施設である。地域医療支援病院の承認を受けるほか、総合周産期母子医療センター の指定を受ける。

## 沿革
- 1945年（昭和20年）12月1日 - 陸軍病院を継承し国立岡山病院を開設。
- 1961年（昭和36年）5月22日 - 岡山市南方に移転[2]。
- 2001年（平成13年）4月1日 - 現在地に移転。国立病院岡山医療センターに名称を変更。なお南方の旧病院は大規模な改装をし、2005年（平成17年）に福祉、ボランティア、NPOの総合拠点施設である「きらめきプラザ」として再オープンした。
- 2004年（平成16年）4月1日 - 独立行政法人国立病院機構岡山医療センターに名称を変更。
- 2011年（平成23年）11月24日 - 災害拠点病院（地域災害医療センター）の指定を受ける[3]

## 診療科・部門

### 診療科
- 内科
- 精神科
- 脳神経内科
- 呼吸器科
- 消化器科
- 循環器科
- アレルギー科
- 小児科
- 外科
- 整形外科
- 形成外科
- 脳神経外科
- 呼吸器外科
- 心臓血管外科
- 小児外科
- 皮膚科
- 泌尿器科
- 産科
- 婦人科
- 眼科
- 耳鼻咽喉科
- リハビリテーション科
- 放射線科
- 歯科
- 小児歯科
- 麻酔科

## 医療機関の指定等
- 保険医療機関
- 救急告示医療機関
- 労災保険指定医療機関
- 指定自立支援医療機関（更生医療・育成医療・精神通院医療）
- 身体障害者福祉法指定医の配置されている医療機関
- 精神保健指定医の配置されている医療機関
- 生活保護法指定医療機関
- 指定養育医療機関
- 戦傷病者特別援護法指定医療機関
- 原子爆弾被害者医療指定医療機関
- 原子爆弾被害者一般疾病医療取扱医療機関
- 公害医療機関
- 母体保護法指定医の配置されている医療機関
- 地域医療支援病院
- 災害拠点病院
- 臨床研修指定病院
- 臨床修練指定病院
- 地域がん診療連携拠点病院
- エイズ治療拠点病院
- 特定疾患治療研究事業指定医療機関
- DPC対象病院
- 小児慢性特定疾患治療研究事業指定医療機関
- 総合周産期母子医療センター

## 一般施設
- 食堂
- 売店
- 理容室
- 美容室
- ATM
  - 中国銀行
  - ゆうちょ銀行

## 交通アクセス
- 天満屋バスステーション・岡山駅より中鉄バス・岡電バス国立病院行に乗車、終点下車。

## 関係人物
- 谷崎眞行-前副院長、瀬戸内市病院事業管理者